# Rede Sirius

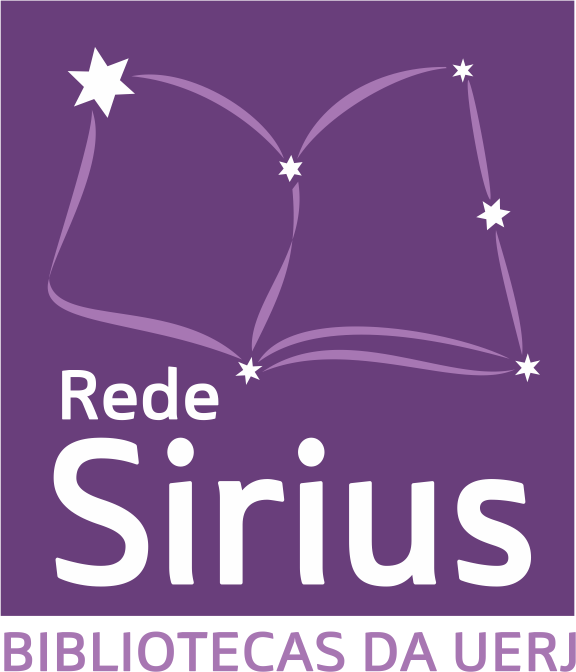
Marca da Rede Sirius - Rede de Bibliotecas UERJ

Rede Sirius é a rede de bibliotecas da Universidade do Estado do Rio de Janeiro. A rede é composta por Direção, 4 (quatro) Núcleos Técnicos e 27 (vinte e sete) bibliotecas, sendo 20 (vinte) no município do Rio de Janeiro. As outras estão localizadas na Faculdade de Formação de Professores (FFP), em São Gonçalo; na Faculdade de Educação da Baixada Fluminense (FEBF), em Duque de Caxias; no Instituto Politécnico, em Nova Friburgo; na Faculdade de Tecnologia, em Resende; no Departamento de Turismo, em Teresópolis, no curso de Arquitetura e Urbanismo, em Petrópolis e no campus de Cabo Frio.

## Bibliotecas por município e campi
A relação abaixo está organizada por município, campus, pavilhão e biblioteca:
| Município       | Campus                                                                        | Pavilhão                                                 | Pavimento        | Biblioteca                                      | Área |
| --------------- | ----------------------------------------------------------------------------- | -------------------------------------------------------- | ---------------- | ----------------------------------------------- | --- |
| Rio de Janeiro  | Francisco Negrão de Lima Maracanã                                             | Reitor João Lyra Filho                                   | 1º andar         | Comunitária                                     | Assuntos gerais e coleção para níveis fundamental e médio                                                 |
| Rio de Janeiro  | Francisco Negrão de Lima Maracanã                                             | Reitor João Lyra Filho                                   | 3º andar         | CTC/D                                           | Física e Astronomia                                                                                       |
| Rio de Janeiro  | Francisco Negrão de Lima Maracanã                                             | Reitor João Lyra Filho                                   | 4º andar         | CTC/C                                           | Geologia, Geografia e Oceanografia                                                                        |
| Rio de Janeiro  | Francisco Negrão de Lima Maracanã                                             | Reitor João Lyra Filho                                   | 5º andar         | CTC/B                                           | Engenharia                                                                                                |
| Rio de Janeiro  | Francisco Negrão de Lima Maracanã                                             | Reitor João Lyra Filho                                   | 6º andar         | CTC/A                                           | Ciências da Computação, Atuariais e Biológicas (Meio Ambiente e Biodiversidade), Estatística e Matemática |
| Rio de Janeiro  | Francisco Negrão de Lima Maracanã                                             | Reitor João Lyra Filho                                   | 7º andar bloco C | CCS/C                                           | Direito                                                                                                   |
| Rio de Janeiro  | Francisco Negrão de Lima Maracanã                                             | Reitor João Lyra Filho                                   | 7º andar bloco E | CB/C                                            | Saúde Coletiva                                                                                            |
| Rio de Janeiro  | Francisco Negrão de Lima Maracanã                                             | Reitor João Lyra Filho                                   | 8º andar         | CCS/B                                           | Administração, Ciências Contábeis e Economia                                                              |
| Rio de Janeiro  | Francisco Negrão de Lima Maracanã                                             | Reitor João Lyra Filho                                   | 9º andar         | CCS/A                                           | Arqueologia, Ciências Sociais, Filosofia, História, Relações Internacionais, Religião e Serviço Social    |
| Rio de Janeiro  | Francisco Negrão de Lima Maracanã                                             | Reitor João Lyra Filho                                   | 11º andar        | CEH/B                                           | Artes, Educação Física e Letras                                                                           |
| Rio de Janeiro  | Francisco Negrão de Lima Maracanã                                             | Reitor João Lyra Filho                                   | 12º andar        | CEH/A                                           | Comunicação, Educação, Psicologia e Nutrição                                                              |
| Rio de Janeiro  | Francisco Negrão de Lima Maracanã                                             | Reitor Haroldo Lisboa da Cunha(Haroldinho)               | 4º andar         | CTC/Q                                           | Química                                                                                                   |
| Rio de Janeiro  | Francisco Negrão de Lima Maracanã                                             | Centro Cultural Reitor Oscar Tenório (Prédio dos Alunos) | Térreo           | CEH/E                                           | Biblioteca do Laboratório de História e Memória da Psicologia Clio-Psyché / UERJ                          |
| Rio de Janeiro  | Hospital Universitário Pedro Ernesto (HUPE) Vila Isabel                       | Prof. Américo Piquet Carneiro                            | 2º andar         | CB/A                                            | Ciências Biológicas (Saúde e Biotecnologia) e Medicina                                                    |
| Rio de Janeiro  | Pav. Prof. Paulo de Carvalho Vila Isabel                                      |                                                          | 5º andar         | CB/B                                            | Enfermagem e Odontologia                                                                                  |
| Rio de Janeiro  | Instituto de Aplicação Fernando Rodrigues da Silveira (CAp-UERJ) Rio Comprido |                                                          | 2º andar         | CAp/A                                           | Coleção para o 2º segmento dos níveis fundamental e médio                                                 |
| Rio de Janeiro  | Instituto de Aplicação Fernando Rodrigues da Silveira (CAp-UERJ) Rio Comprido | 2º andar                                                 | CAp/B            | Coleção para o 1º segmento do nível fundamental | |
| Rio de Janeiro  | Escola Superior de Desenho Industrial (ESDI) Lapa                             |                                                          | 2º andar         | CTC/G                                           | Desenho Industrial e Programação Visual                                                                   |
| Rio de Janeiro  | Instituto de Estudos Sociais e Políticos (IESP) Botafogo                      |                                                          | Térreo           | IESP                                            | Estudos Sociais e Políticos                                                                               |
| Rio de Janeiro  | Campus Zona Oeste Campo Grande                                                |                                                          | Térreo           | CZO                                             | Ciências Biológicas e Saúde, Ciências Exatas e Engenharias                                                |
| São Gonçalo     | Faculdade de Formação de Professores (FFP)                                    |                                                          |                  | CEH/D                                           | Formação de Professores em Biologia, Educação, Geografia, História, Letras e Matemática                   |
| Duque de Caxias | Faculdade de Educação da Baixada Fluminense (FEBF)                            |                                                          |                  | CEH/C                                           | Educação, Matemática e Geografia                                                                          |
| Resende         | Faculdade de Tecnologia (FAT)                                                 |                                                          |                  | CTC/F                                           | Engenharia de Produção, Engenharia Mecânica e Engenharia Química                                          |
| Nova Friburgo   | Instituto Politécnico (IPRJ)                                                  |                                                          | 2º andar         | CTC/E                                           | Computação Científica, Engenharia Mecânica e de Materiais, Matemática Aplicada e Modelagem Computacional  |
| Teresópolis     | Departamento de Turismo (DTur)                                                |                                                          | 2º andar         | CTC/T                                           | Turismo                                                                                                   |
| Petrópolis      | Arquitetura e Urbanismo                                                       |                                                          | Térreo           | CTC/P                                           | Arquitetura e Urbanismo                                                                                   |
| Cabo Frio       | Campus Cabo Frio                                                              |                                                          | Térreo           | CCF                                             | Medicina, Ciências Ambientais e Geografia                                                                 |

## Áreas

### Área biomédica
- Biologia Humana e Medicina
- Enfermagem e Odontologia
- Saúde Coletiva

### Área de ciências sociais
- Ciências Sociais, Filosofia, História, Religião e Serviço Social,
- Administração, Ciências Contábeis e Economia
- Ciências Jurídicas

### Área de educação e humanidades
- Comunicação, Pedagogia, Psicologia e Nutrição
- Artes, Educação Física e Letras
- Educação
- Formação de Professores em Biologia, Educação, Geografia, História, Letras e Matemática

### Área de tecnologia e ciência
- Botânica, Ciências Atuariais, Ciência da Computação, Ecologia, Estatística, Matemática e Zoologia
- Engenharia
- Geologia, Geografia e Oceanografia
- Astronomia e Física
- Computação Científica, Engenharia Mecânica e de Materiais, Matemática Aplicada e Modelagem Computacional
- Engenharia de Produção
- Desenho Industrial e Programação Visual
- Química
- Turismo
- Arquitetura e Urbanismo

### Escolares e comunitárias
- Coleção para o 2º segmento do 1º e 2º graus
- Coleção para o 1º segmento do 1º grau
- Assuntos gerais e coleção para o 1º e 2º graus